# Wiyot (taal)
Het Wiyot of Wishosk is een dode taal van de Algische taalfamilie die vroeger door de Wiyot-indianen gesproken werd, die traditioneel rond de Humboldt Bay in Noordwest-Californië leefden. De laatste moedertaalspreker van het Wiyot, Della Prince, stierf in 1962. Sommige Wiyots ondernemen pogingen om de taal nieuw leven in te blazen.
Het Wiyot en de naburige Yurok-taal, die nog enkele sprekers heeft, vormen samen met de Algonkische subtaalfamilie de Algische taalfamilie. Als enige Algische talen werden het Yurok en Wiyot in het zuidwesten van de VS gesproken. De etnoloog en linguïst Edward Sapir was de eerste die het verband tussen de Algonkische talen en het Yurok en Wiyot erkende.